# 가피르
가피르는 꾸란의 제40번째 장 제목으로 총 85구절이 있다.
본 장의 내용은 메카에서 계시됐다고 전해지며 출애굽기의 파라오를 예로 들어 악은 악으로, 선은 선으로 되돌아 온다고 하는 장이다.
본 장이 시작되는 표현 "하 밈"은 꾸란 제2장 "알바카라"의 1절을 참조해야 한다고 돼 있다.
| 이 전 아즈 주마르 | 수라 40 (아랍어 원문) | 다 음 푸실라트 |
| 1 2 3 4 5 6 7 8 9 10 11 12 13 14 15 16 17 18 19 20 21 22 23 24 25 26 27 28 29 30 31 32 33 34 35 36 37 38 39 40 41 42 43 44 45 46 47 48 49 50 51 52 53 54 55 56 57 58 59 60 61 62 63 64 65 66 67 68 69 70 71 72 73 74 75 76 77 78 79 80 81 82 83 84 85 86 87 88 89 90 91 92 93 94 95 96 97 98 99 100 101 102 103 104 105 106 107 108 109 110 111 112 113 114 |                       |                |